# Délice de Bourgogne

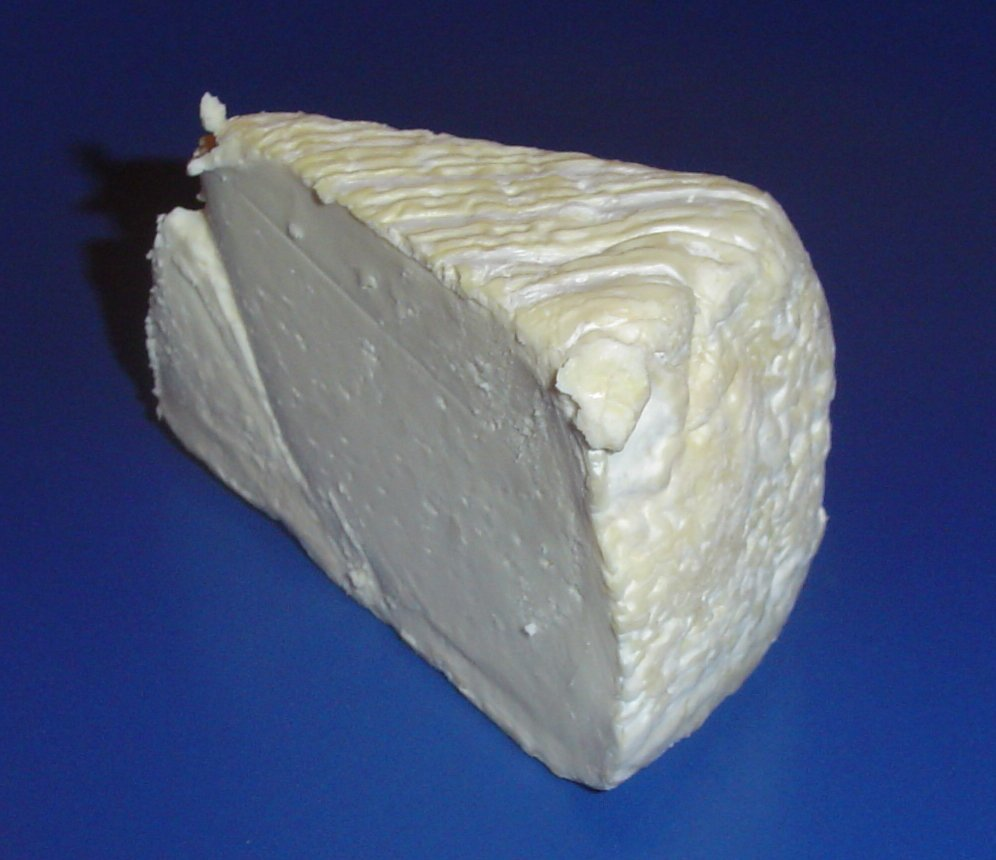
En tolftefels delice de Bourgogne

Délice de Bourgogne är en fransk ost på komjölk från Bourgogne. Osten är mycket krämig och tämligen fet då ostmassan under tillverkningen två gånger berikas med grädde. Osten har en stark doft, väger omkring två kilo och har en yta som påminner om den hos Brie.